# باقرقره راه‌راه
باقرقره راه‌راه (کوکر راه‌راه) (نام علمی: Pterocles lichtensteinii) پرنده‌ای از راستهٔ باقرقره‌سانان و تیرهٔ باقرقرگان است که در آفریقا در کنیا، الجزایر، چاد، جیبوتی، مصر، اریتره، اتیوپی، لیبی، مالی، موریتانی، مراکش، نیجر، سنگال، سومالی، سودان و اوگاندا یافت شده و در آسیا و خاورمیانه در افغانستان، ایران، عراق، اردن، عمان، پاکستان، منطقه فلسطین، عربستان سعودی، اسرائیل، امارات متحده عربی و یمن یافت می‌شود.